# Seolganghwa
Seolganghwa (hangul: 설강화; naslov na engleskom: Snowdrop) je južnokorejska televizijska serija. Glavne uloge su igrali Jung Hae-in, Jisoo, Yoo In-na, Jang Seung-jo, Yoon Se-ah, Kim Hye-yoon i Jung Yoo-jin.

## Uloge
- Jung Hae-in – Im Soo-ho / Ri Tae-san
- Jisoo – Eun Young-ro
- Yoo In-na – Kang Chung-ya
- Jang Seung-jo – Lee Kang-moo
- Yoon Se-ah – Pi Seung-hee
- Kim Hye-yoon – Kye Boon-ok
- Jung Yoo-jin – Jang Han-na

## Vanjske poveznice
- Službena stranica